# Ertuğrul

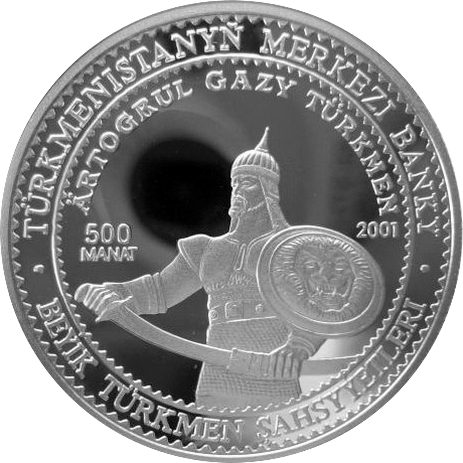
Ertuğrul en una moneda turcomana de 2001.

Ertuğrul (¿?, 1198-Söğüt, 1281), (también Ertoğrul), fue el padre del bey Osmán I, fundador del Imperio otomano. Mientras que su historicidad es probada por las monedas acuñadas por Osman I que identifican Ertuğrul como el nombre de su padre, nada se sabe con certeza sobre su vida o actividades. Según la tradición otomana, en 1227 heredó la jefatura (beylik) de la tribu "Kayı" de los turcos Oghuz después de que su padre, el bey Suleyman Shah, se ahogara en el Éufrates, huyendo —proveniente del este de Irán— de la persecución de los mongoles. Según esta leyenda, después de la muerte de su padre, Ertuğrul y sus seguidores entraron al servicio de los selyúcidas de Rüm, por lo cual fue recompensado con el dominio sobre la ciudad de Söğüt en la frontera con el Imperio Bizantino. Esto desencadenó en una serie de eventos que finalmente conduciría a la fundación del Imperio Otomano. Al igual que su hijo, Osman, y sus futuros descendientes, Ertuğrul es a menudo referido como un Ghazi, un campeón heroico y luchador por la causa del Islam.

## Biografía
De acuerdo con la tradición otomana, Ertuğrul era el bey de la tribu Kayı de la confederación tribal turca Oghuz, también llamada Confederación turcomana. Esta tribu había formado parte de los pueblos turcomanos a quienes la oleada mongol de Gengis Kan, arrancó de sus tierras de pastoreo del Irán Oriental, en la primera mitad del siglo XIII, haciéndolos emigrar al occidente. En 1227, huyendo de la persecución de los mongoles, el bey de esta tribu turcomana, Suleyman Shah se ahogó en el río Éufrates, siendo sucedido por su hijo Ertuğrul. Este decidió proseguir el camino hacia occidente, penetrando en Asia Menor con su tribu, como ya lo estaban realizando otras tribus turcomanas las cuales pasaban hacia la frontera bizantina. Estos turcomanos recién llegados se inspiraban en el tradicional celo de los ghāzī, o sea en el espíritu de la Yihad contra los cristianos. La tribu del bey Ertuğrul, en el curso de sus peregrinaciones a través del Asia Menor, llegó a una llanura donde se estaba entablando una batalla entre un ejército bizantino y el ejército selyúcida de Rüm. Ertuğrul decidió ayudar al débil ejército selyúcida, y su ayuda decidió el resultado. Como resultado de esta ayuda, Kaikubad I, sultán selyúcida de Rüm le concedió a Ertuğrul las tierras de Karaja Dağ, una montaña cerca de Ankara. Un relato indica que la justificación del líder selyúcida para otorgar estas tierras a Ertuğrul fue para repeler cualquier incursión hostil de los bizantinos u otro adversario. En 1231, Ertuğrul conquistó a los bizantinos la pequeña aldea de Thebasion, junto con sus tierras adyacentes. En este exiguo territorio, Ertuğrul, estableció a su tribu y, cada vez más autónomo de sus amos selyúcidas, comenzó a crear allí un embrionario estado tribal al cual bautizó con el nombre de Söğüt. El territorio tribal de Söğüt estaba rodeado por tres tribus turcas mayores —Eskenderum, en el norte; Eskişehir, en el este; y Konyali en el sur—, y por el Imperio Bizantino en el oeste. La leyenda cuenta que Ertuğrul valientemente mantuvo a raya a sus enemigos de modo que luego su hijo y sucesor, Osmán I, pudiese conquistarlos a todos ellos durante su reinado. Esta comarca finalmente sería la base del futuro Imperio otomano.

## Familia
Se casó con la princesa selyúcida Halime Hatun, hija del Shahzade Numan, pretendiente al título de sultán selyúcida de Rüm. Con esta princesa, Ertuğrul tuvo tres hijos:
- Gündüz Alp (1235- 1306)
- Savci Bey (1249- 1286)
- Osman Gazi (1258 - 1326)